# Behind This Convent
Behind This Convent è un film documentario del 2008 diretto da Gilbert Ndahayo.
Prodotto in Ruanda, è stato presentato al 28º Festival di cinema africano di Verona.

## Trama
10 aprile 1994. In una cittadina del Ruanda i genocidari irrompono in un convento. Saccheggiano e portano chi vi era rifugiato sulla strada. Quindi scelgono 200 Tutsi e li giustiziano in un cortile dietro al convento.  
13 novembre 2007. Gilbert Ndahayo riceve una lettera. Il presunto assassino di suo padre è sotto giudizio di un tribunale "gacaca". 

## Produzione
«In Ruanda – racconta il regista – un proverbio dice: "Se vuoi guarire dalla malattia, devi parlarne a tutto il mondo". Per dodici anni sono vissuto con i resti dei miei parenti e duecento morti senza pace nel mio cortile».